# Raghogarh (stato)
Lo Stato di Raghogarh (detto anche Stato di Raghugarh o Stato di Khichiwara) fu uno stato principesco del subcontinente indiano, avente per capitale la città di Raghogarh.

## Storia
Lo stato di Raghogarh venne fondato nel 1673 da Lal Singh Khichi, un Rajput del clan Khichi, un ramo del clan a cui apparteneva Prithvi Raj, fondatore di Delhi. Lo stato prese il nome dal forte di Raghogarh, fondato nel 1673 dal raja Lal Singh. Raghogarh come stato prosperò per circa un secolo dalla sua fondazione, ma attorno al 1780 iniziò a subite degli attacchi da parte dei Maratha guidati da Mahadaji Shinde around 1780.
Dal 1818 sorsero delle dispute circa la successione al trono di Raghogarh che vennero sedate solo con l'intervento degli inglesi e la costituzione di un loro protettorato in loco. Lo stato rimase tale sino all'indipendenza indiana nel 1947 e lo stato fece parte della Residenza di Gwalior, sotto il controllo dell'Agenzia dell'India Centrale, nel British Raj. Dal 1948 lo stato entrò a far parte dell'Unione Indiana.

## Governanti

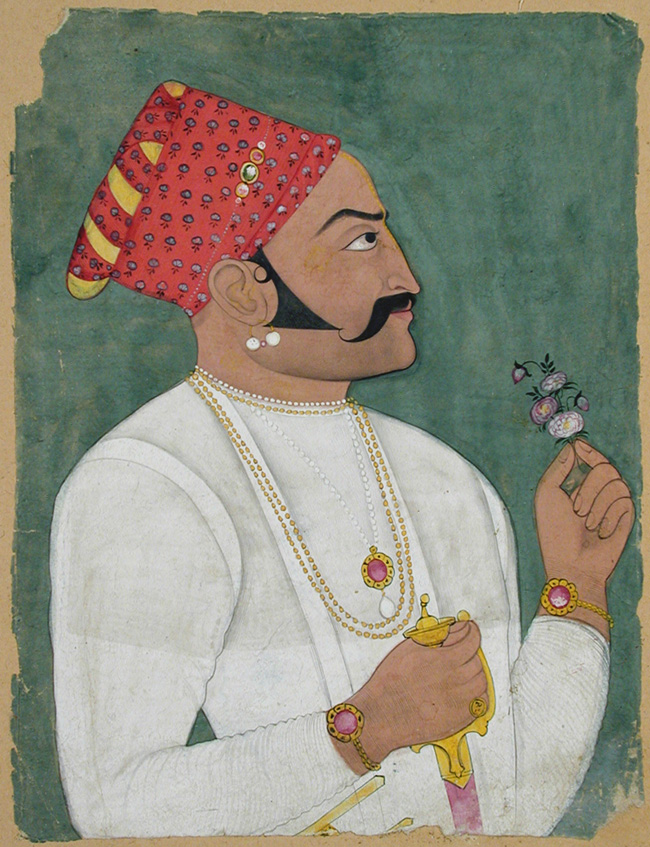
Raja Dhiraj Singh di Raghogarh (1697/1726).

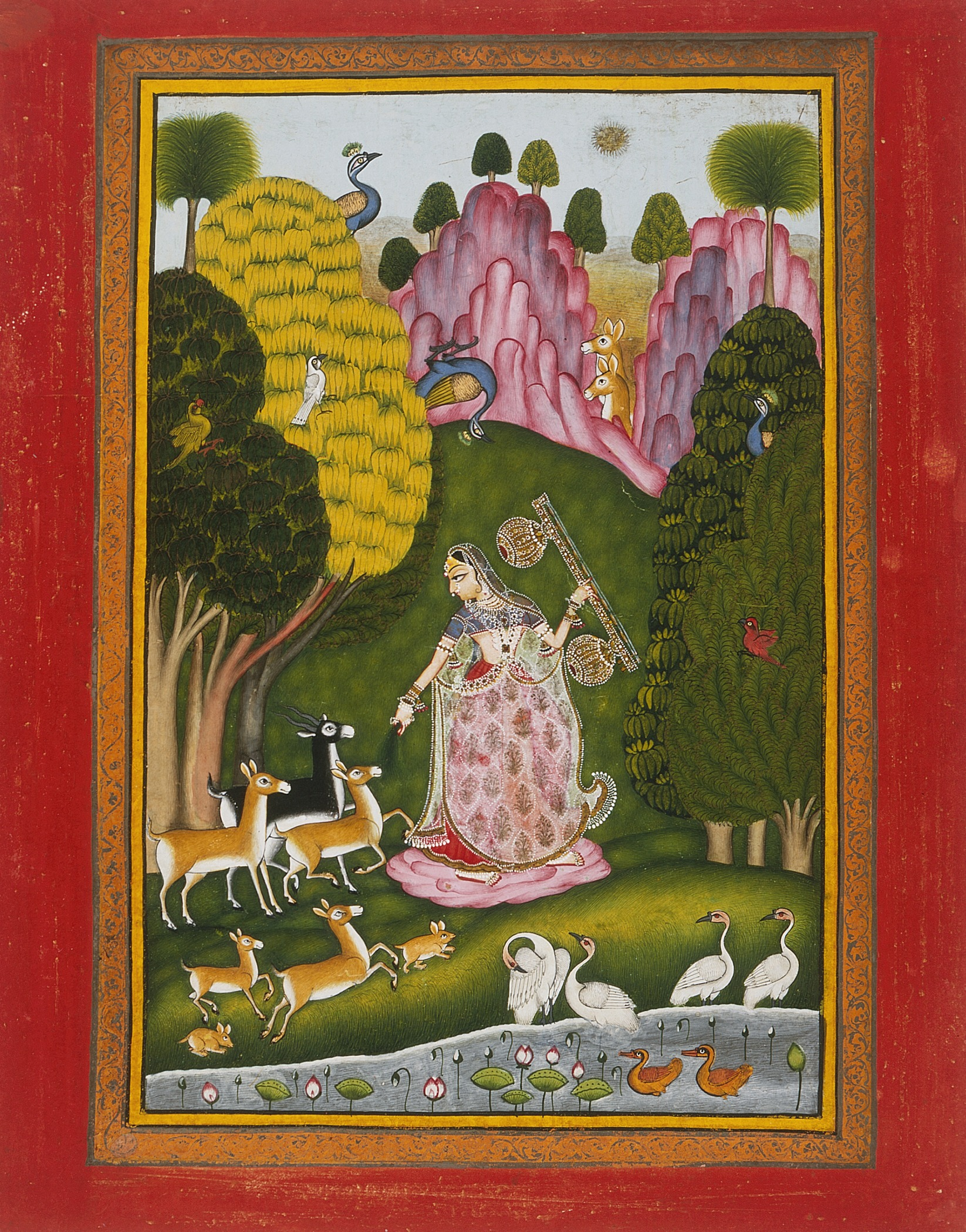
Le arti vennero patrocinate dai regnanti dello stato di Raghogarh, tra cui la pittura Ragamala, qui in un esemplare prodotto proprio a Raghogarh.

La famiglia regnante aveva il titolo di raja.

### Raja
- 1673-1697 Hindupat Raja Lal Singhji
- 1697-1726 Raja Dhiraj Singh
- 1726–1729 Raja Gaj Singh
- 1730–1744 Raja Vikramaditya I
- 1744–1770 Raja Balbhadra Singh I
- 1770–1797 Raja Balwant Singh
- 1797-1818 Hindupat Raja Jai Singh
- 1818–1856 Raja Ajit Singh
- 1856-1900 Raja Jai Mandal Singh
- 1900-1902 Raja Vikramjit Singh II
- 1902–1945 Raja Bahadur Singh
- 1945-1947 Raja Balbhadra Singh II